# زمار، بلده
زمار (به عربی: زمار) یک روستا در سوریه است که در استان حلب واقع شده‌است. زمار ۱٬۹۱۹ نفر جمعیت دارد.